# NGC 2132
NGC 2132 is een groep sterren in het sterrenbeeld Schilder. Het hemelobject werd op 11 januari 1836 ontdekt door de Britse astronoom John Herschel.